# Die Siebtelbauern
Die Siebtelbauern ist ein österreichischer Film aus dem Jahr 1998. Das Drehbuch stammt von Stefan Ruzowitzky, der dieses als Regisseur in der Nähe von Bad Zell im Mühlviertel in Oberösterreich verwirklichte. Neben weiteren Darstellern spielten Simon Schwarz, Sophie Rois und Lars Rudolph die Hauptrollen in diesem Film, der ein ländliches Soziotop im Oberösterreich der frühen 1920er Jahre behandelt. Der Regisseur selbst bezeichnet Die Siebtelbauern als Heimatfilm. Der Film wird vom Filmladen vertrieben. Der englische Filmtitel lautet The Inheritors – An Alpine Western.

## Handlung
Ein tyrannischer Bauer ist bei seinen Knechten und Mägden verhasst. Das Dienstpersonal steht unter der Aufsicht eines bösartigen Großknechts. Weitere markante Figuren sind der Knecht Lukas, ein einfältiger und fröhlicher Tropf, der bei allen Frauen beliebt ist, und die impulsive, aufsässige Magd Emmy. Der Erzähler des Films, Severin, der noch nicht lange auf dem Bauernhof lebt, ist hingegen eher introvertiert und vergleichsweise intelligent.
Eines Tages ermordet die alte Rosalind, die nach Jahren an den Hof zurückkehrt, den Bauern, da er sie vor Jahren vergewaltigt hatte. Lukas ist das Kind, das aus dieser Vergewaltigung hervorgegangen ist. Die herzkranke Rosalind wird verhaftet.
Gespannt warten die anderen Bauern des Dorfes, wer nun das Erbe des offiziell kinderlosen Bauern erhalten wird. In seinem Testament beschimpft der Bauer die Einwohner des Dorfes und seine Dienstboten. Trotzdem vererbt er seinen zehn Mägden und Knechten den gesamten Bauernhof. Die Dorfbewohner sind wie vor den Kopf geschlagen. In ihren Augen untergräbt das Testament des Verstorbenen die soziale Rangordnung des Dorfes. Die Erben teilen ihren neuen Besitz auf. Jeder erhält ein Zehntel.
Der Großknecht will den Hof im Namen aller Erben unter Wert an den Großbauern Danninger verkaufen und versucht den restlichen Bewohnern des Bauernhofes seinen Willen aufzuzwingen, genauso wie es der ermordete Hausherr getan hatte. Die Mehrheit der Mägde und Knechte ist jedoch dafür, das Erbe anzutreten und sie verjagen ihn und einen weiteren Knecht und eine Magd vom Hof. Die sieben übrig Gebliebenen werden von den erzürnten Bauern des Dorfes abschätzig als „Siebtelbauern“ bezeichnet.
Die „Siebtelbauern“ setzen ihre gewohnte Arbeit fort, um selbstständige Bauern bleiben zu können. Dabei müssen sie sich zunehmend gegen die Bauern des Dorfes und den Großknecht, der sich mit diesen zusammentut, zur Wehr setzen. Unterstützung erhalten sie heimlich von den Knechten und Mägden der anderen Höfe des Dorfes. Die Bauern des Dorfes versuchen unter der Führung Danningers den Grund der „Siebtelbauern“ zu erwerben. Als sie damit scheitern, zünden sie den Hof an. Im Verlauf des Brandes tötet Lukas den ehemaligen Großknecht in Notwehr. In der Folge versteckt sich Lukas mit Unterstützung der übrigen „Siebtelbauern“ in einer Höhle im Wald, wird jedoch letztendlich herausgelockt und ermordet.
Während Lukas’ Begräbnis verlassen Severin und Emmy gemeinsam das Dorf und passieren dabei die Bewohner des Dorfes, die ihnen nachblicken. Sie wollen nach Amerika auswandern, so wie es auch Lukas geplant hatte.

## Kritiken
In der österreichischen Fernsehzeitschrift TV-Media erhielt der Film die Höchstwertung und wurde als „großes Austro-Kino“ bezeichnet. In der März-Ausgabe 1999 des kultur SPIEGELs lobte man, mächtige Bilder und ein überragendes Schauspieler-Team würden aus dem Bergdrama eine universelle Tragödie machen.
AZ: „Ein moderner Heimatfilm, ohne bemühten Dialekt, voller kluger Metaphern. Um Land und Menschen geht es, um deren Rest an Würde im Niedergang. In Amerika wäre das dann ein Western.“

## Auszeichnungen
Der Film lief auf zahlreichen Filmfestivals weltweit. So wurde er unter anderem auf dem argentinischen Festival Internacional de Cine de Mar del Plata gezeigt. Auf dem Flanders International Film Festival Ghent gewann er den Hauptpreis, ebenso auf dem Rotterdam International Film Festival. Beim Valladolid International Film Festival in Spanien erhielt der Film eine Silberne Ähre und den FIPRESCI-Preis.
Die Siebtelbauern erhielt 2001 den Erich-Neuberg-Preis, einen Fernsehpreis des ORF. Bei der Verleihung des Max-Ophüls-Preises 1998 gewann der Film den Filmpreis des saarländischen Ministerpräsidenten sowie einen Darstellerpreis für Simon Schwarz, der den Lukas verkörperte.
Der Film war Österreichs Kandidat auf eine Nominierung in der Kategorie Bester fremdsprachiger Film bei der Oscarverleihung 1999, wurde aber nicht nominiert.

## Theaterstück
- Am 1. Juli 2001 wurde in Rattenberg in Tirol das auf dem Film basierende Bühnenstück Die Siebtelbauern von Stefan Hellbert uraufgeführt.[3][4]
- Am 9. Juli 2008 wurde vom Landschaftstheater Ballenberg in der Schweiz ein weiteres Stück nach dem Film, diesmal von Paul Steinmann uraufgeführt.[5] Das Stück wurde 2009 vom Freien Theater Therwil übernommen.[6][7]